# Ethnos
Ethnos (dal neogreco: Έθνος) è un quotidiano ateniese che cominciò a circolare in Grecia nel 1980. Fu il primo, in quel paese, a indossare la veste del tabloid, cosa che, almeno all'inizio, gli assicurò un'enorme popolarità, soprattutto fra i giovani di sinistra. Dal 2020 ha cessato le pubblicazioni cartacee e prosegue l'attività come quotidiano online.

## Storia
Il quotidiano vide la luce grazie all'iniziativa di Alekos Filippopoulos, un apprezzato editorialista del giornale Eleftherotypia, da cui però si era licenziato in seguito a dissonanze con l'editore Christos Tegopoulos.
Ostinatosi a fondare un giornale proprio nonostante la mancanza di mezzi personali, si mise a cercare un finanziatore bussando a varie porte e venendo sempre respinto. Con sua stessa sorpresa, fu l'imprenditore edile Giorgio Mpompolas a prestargli ascolto e a superare di gran lunga le sue aspettative, approntandogli subito tutto il necessario e molto di superfluo.
Fin dalla sua nascita, Ethnos sostenne la politica del primo ministro Andreas Papandreou concorrendo in maniera decisiva alla sua rielezione nel 1985. Tuttavia, nel 1988 gli si rivolse repentinamente contro, accendendo per primo la miccia dello scandalo Koskotas.
Nel 1990 Giorgio Mpompolas, dietro pagamento di una rilevante somma, liquidò Filippopoulos rimanendo unico padrone del quotidiano.
Ma il giornale aveva perso la credibilità sia dei suoi lettori sia della comunità internazionale e vendeva pochissime copie per via di rivelazioni dettagliate, poi confermate, sul modo con cui era stato messo su e sui suoi rubinetti finanziari, alimentati a getto continuo da Boris Dimitrievich, alto ufficiale del KGB, i Servizi segreti sovietici.
Nel 2017 la testata è stata rilevata dal magnate russo-ellenico Ivan Savvidis, che tra il 2019 e il 2020 ha deciso l'interruzione della pubblicazione cartacea, proseguendo col solo sito web.